# Opsis Barnkultur
Opsis Barnkultur, till och med 2008 Opsis Kalopsis, var en svensk tidskrift för vuxna om barn- och ungdomskultur. Tidningen grundades 1986 och döptes efter en av Lennart Hellsings litterära figurer. Opsis Barnkultur gavs ut fyra gånger per år och fanns även som taltidning. Redaktör var Birgitta Fransson. Utgivningen upphörde 2021.